# Doug Hoyle
Eric Douglas Harvey Hoyle, baron Hoyle, dit Doug Hoyle, né le 17 février 1930 (ou 1926 selon les sources) à Coppull (Lancashire, Angleterre) et mort le 6 avril 2024, est un homme politique britannique et pair à vie.
Il est président du Parti travailliste parlementaire de 1992 à 1997, et Lord-in-waiting de 1997 à 1999. Membre du Parti travailliste, il est député de Nelson et Colne de 1974 à 1979, et de Warrington North de 1981 à 1997.

## Biographie

### Carrière parlementaire
Doug Hoyle se présente pour la première fois à Clitheroe en 1964, mais arrive deuxième. En 1970, il se présente à Nelson et Colne, et est battu par le conservateur sortant David Waddington par 1410 voix. Il se présente à nouveau pour le siège en février 1974 et réduit la marge de Waddington à 177 voix. Il est finalement élu aux élections générales d'octobre 1974 pour Nelson et Colne par 669 voix ; c'est le premier gain travailliste à être annoncé le soir des élections.
Doug Hoyle perd de peu son siège aux élections générales de 1979, mais est réélu au Parlement en 1981 dans un siège travailliste traditionnel sûr, lors d'une élection partielle notable à Warrington. Les limites des circonscriptions sont redessinées pour les élections générales de 1983, et il devient député de Warrington North.
Doug Hoyle ne se représente pas aux élections générales de 1997 et, le 14 mai 1997, il est créé pair à vie en tant que baron Hoyle, de Warrington dans le comté de Cheshire.

### Autres activités
Doug Hoyle est président du club de Warrington Wolves Rugby League de 1999 à 2009. Il est également directeur non exécutif du principal employeur local Debt Free Direct. Ayant déjà reçu la liberté de Gibraltar en 2004, il se voit décerner le Médaillon d'honneur de Gibraltar, en mars 2010, pour être un « partisan de Gibraltar et de son peuple ».
Il reçoit la liberté de l'arrondissement de Warrington le 11 novembre 2005.
En novembre 2010, Doug Hoyle reçoit un doctorat honorifique en lettres de l'Université de Chester pour sa « contribution exceptionnelle à l'arrondissement de Warrington ».

### Famille
Son fils, Lindsay Hoyle, est le député de Chorley et le président de la Chambre des communes.